# Амаду Ахіджо
Амаду (Ахмаду) Бабатура Ахіджо (1924—1989) — державний і політичний діяч Камеруну, перший президент і прем'єр-міністр незалежного Камеруну.

## Життєпис
Народився 24 серпня 1924 р. на півночі Камеруну в місті Гаруа в сім'ї вождя. За етнічною належністю — фульбе, за релігійною — мусульманин. 1932 р. закінчив державну початкову школу, 1941 — Вищу адміністративну школу в Яунде. 1942—1953 рр. перебував на державній службі. 1947 р. вперше був обраний до парламенту французької підмандатної території Східний Камерун. З того часу — депутат парламенту Східного Камеруну, а також Ассамблеї Французького Союзу (в 1954 її секретар). У 1955 р. — віце-голова, а у 1956—1957 рр. — голова Територіяльної ассамблеї (парламенту) Камеруну. Після надання Східному Камеруну автономії (1957) став заступником прем'єр-міністра і міністром внутрішніх справ. З 18 лютого 1958 по 1 січня 1960 — прем'єр-міністр автономного Камеруну. У 1958 р. заснував партію Камерунська спілка.
Після проголошення незалежності Камеруну від Франції 1 січня 1960 р. — прем'єр-міністр незалежної держави Камерун (до 15.5.1960).
З 5 травня 1960 до 6 листопада 1982 — перший президент незалежного Камеруну. У 1966—1983 рр. — голова правлячої партії Камерунська національна спілка. Ахіджо в своїй політиці проводив курс «планованого лібералізму». Чотири рази перемагав на президентських виборах у 1965, 1970, 1975 і 1980 роках. За його правління культивувався культ його особи, корупція набула великого розмаху. В листопаді 1982 р. подав у відставку з посади президента за станом здоров'я, але залишився головою правлячої партії. Остаточно був усунений від влади в липні
1983 р. і виїхав до Франції. 28 лютого 1984 р. військовий трибунал в Яунде заочно засудив Ахіджо і двох його прибічників
до смертної кари. Пізніше президент Поль Бія замінив вирок
смертної кари на довічне ув'язнення. Помер 30 листопада 1989 р. в Сенегалі.